# Fio Zanotti
Fio Zanotti, all'anagrafe Fiorenzo Zanotti (Bologna, 20 novembre 1949), è un musicista, compositore, arrangiatore, produttore e direttore d'orchestra italiano.

## Biografia
Dopo aver studiato presso il conservatorio "G.B. Martini" di Bologna, Fio Zanotti inizia la propria carriera musicale nel gruppo bolognese dei Judas, quindi con Jimmy Villotti darà vita ai Jimmy M.E.C. 
Notato da Loredana Bertè prende parte al suo tour nel 1980, e in seguito collaborerà con numerosi cantanti e gruppi italiani, fra cui Zucchero Fornaciari, Anna Oxa, Anna Tatangelo, Mietta, Milva, Ornella Vanoni, Fiorella Mannoia, Eros Ramazzotti, Vasco Rossi, Pooh, Marcella Bella, Fiordaliso, Ivana Spagna, Francesco Baccini, Ricchi e Poveri, Al Bano & Romina Power, Den Harrow, Adriano Celentano, Renato Zero, Francesco De Gregori, Claudio Baglioni (per il quale ha scritto l'arrangiamento dell'inno dei giochi olimpici invernali Torino 2006) e Gianluca Grignani.. Nel 1989 segue il progetto Adelmo e i suoi Sorapis di cui fa parte anche Adelmo Fornaciari (in arte Zucchero). Proprio per Fornaciari, Zanotti nel 2004 dirige l'orchestra alla Royal Albert Hall di Londra per il concerto ZU & Co.
Collabora con la Rai in occasione delle trasmissioni La situazione di mia sorella non è buona, 125 milioni di cazzate e Rock Economy di Celentano, dirigendo l'orchestra e suonando, di Il cielo è sempre più blu di Giorgio Panariello e di Music Farm, condotto da Simona Ventura. Nel 1979 ha scritto il brano Disco Bambina interpretato da Heather Parisi e sigla di Fantastico. Ha inoltre composto la colonna sonora della serie televisiva Valentina del 1989
Dal 1990 in avanti ha partecipato a quasi tutte le edizioni del Festival di Sanremo - in qualità di compositore, arrangiatore, produttore, direttore d'orchestra - vincendone diverse edizioni tra le quali quella del 1999 (dirigendo la canzone Senza pietà di Anna Oxa) e la sezione "Nuove Proposte" del 2010  (dirigendo la canzone vincitrice Il linguaggio della resa di Tony Maiello).